# Crevant
Crevant ist eine französische Gemeinde mit 706 Einwohnern (Stand: 1. Januar 2022) im Département Indre in der Region Centre-Val de Loire. Sie gehört zum Arrondissement La Châtre, zum Kanton Neuvy-Saint-Sépulchre und zum Gemeindeverband La Marche Berrichonne. Die Einwohner werden Crevandiaux genannt.

## Lage
Die Gemeinde Crevant liegt an der Grenze zum Département Creuse, etwa zwölf Kilometer südsüdwestlich von La Châtre. In Crevant entspringt die Couarde. Umgeben wird Crevant von den Nachbargemeinden Chassignolles im Norden, Pouligny-Notre-Dame im Osten, Nouziers im Süden, La Forêt-du-Temple im Südwesten sowie Crozon-sur-Vauvre im Westen.

## Bevölkerungsentwicklung
| Jahr                       | 1962 | 1968 | 1975 | 1982 | 1990 | 1999 | 2006 | 2013 | 2020 |
| Einwohner                  | 1215 | 1112 | 905  | 832  | 757  | 713  | 722  | 724  | 704  |
| Quellen: Cassini und INSEE |      |      |      |      |      |      |      |      |      |

## Sehenswürdigkeiten
- Kirche Saint-Aubin aus dem 13. Jahrhundert, Monument historique seit 1926

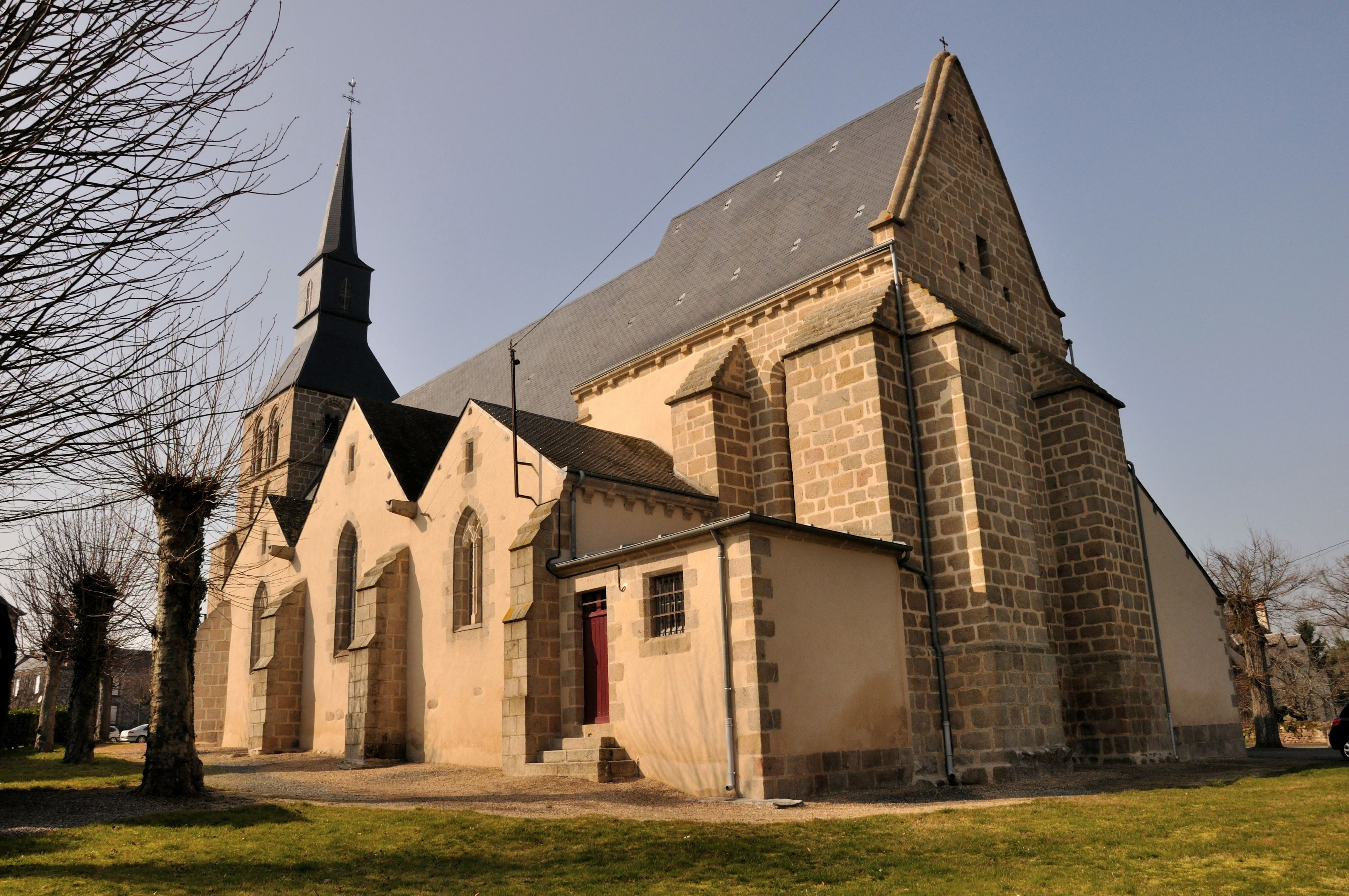
Kirche Saint-Aubin